# Juana Inés de la Cruz

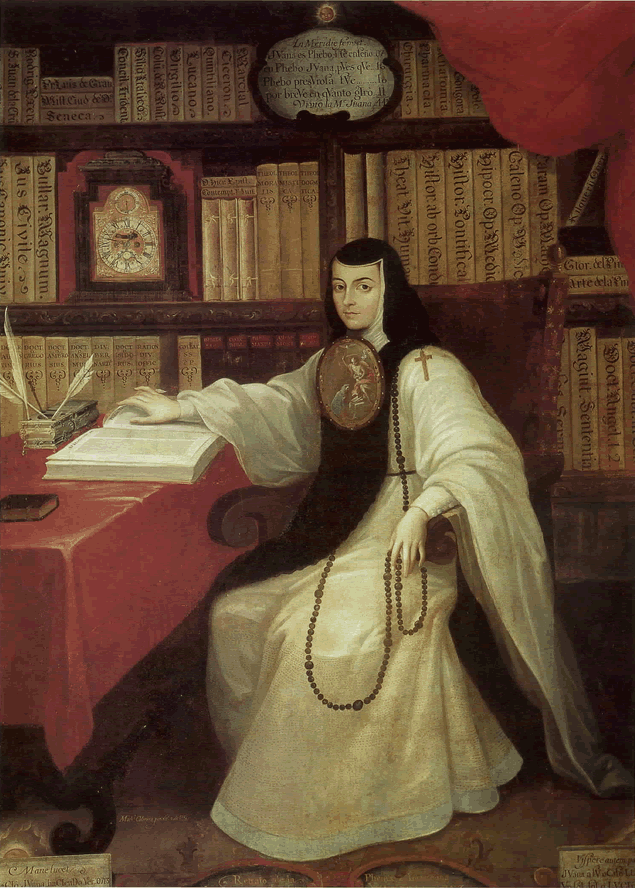
Juana Inés de la Cruz

Juana Inés de la Cruz (egentligen, Juana Inés de Asbaje y Ramírez de Santillana) född 12 november 1648 i San Miguel Nepantla, död 17 april 1695 i Mexico City, var en mexikansk författare, poet och dramatiker.
Juana var dotter till en kreolska och en baskisk kapten från Spanien. 1664 blev hon hovdam hos vicedrottningen och 1667 gick hon i kloster. Klosterlivet gav henne möjlighet att studera.

## Biografi
Juana, som var utomäktenskaplig dotter till en spansk man och en kreolsk kvinna, bodde som barn tillsammans med sin mor hos sin morfar som ägde en egendom i Amecameca.
Juana var från tidig barndom en hängiven läsare och gömde sig ofta i haciendans kapell för att läsa sin morfars böcker från det angränsande biblioteket. Hon skrev sin första dikt när hon var åtta år gammal. Som tonåring hade hon gjort omfattande studier i grekisk logik och undervisade vid tretton års ålder små barn i latin. Hon hade också lärt sig nahuatl, ett aztekiskt språk som talas i centrala Mexiko och skrev några korta dikter på det språket.
Efter sin morfars död skickades hon till Mexico City för att bo med sin moster. Hon längtade efter att förklä sig till man för att kunna studera vid universitet men fick inte tillstånd av sin familj att göra så. Hon fortsatte med privatstudier och vid sexton års ålder blev hon hovdam till vicekungen Marquis de Manceras hustru María Luisa. När hon var sjutton samlade vicekungen ihop en panel av lärda för att undersöka hennes intelligens. De stora kunskaper och färdigheter som hon uppvisade för panelen blev berömda över hela Mexiko.
Hennes rykte och hennes uppenbara skönhet orsakade mycket uppmärksamhet. Själv var hon dock ointresserad av äktenskap och ville fortsätta med sina studier. Juana kom till klostret Oskodda karmeliter av St. Joseph, där hon stannade i några månader som postulant. 1669 kom hon till klostret i St. Jérôme, där hon skulle förbli fram till sin död.
I klostret hade Sor Juana sitt eget studierum och bibliotek och kunde ofta tala med lärda från hovet och universitetet. Förutom att skriva dikter och teaterpjäser studerade hon musik, filosofi och naturvetenskap. Hennes små rum var fylld med böcker, vetenskapliga instrument och kartor. 
Trots sin bildning var Sor Juana föremål för kritik av sina politiska och religiösa överordnade. När vicekungen och hans hustru lämnade Mexiko 1688 förlorade hon dessutom mycket av det beskydd hon var van vid. Som ett svar på den kritik som riktades mot henne skrev Sor Juanas den berömda Respuesta a Sor Filotea de la Cruz där hon försvarade kvinnans rättigheter. Brevet har hyllas som det första feministiska manifestet. Detta svar medförde ytterligare kritik och ärkebiskopen och andra krävde att hon skulle avstå från icke-religiösa böcker och studier. 
Kontroversen kring Sor Juanas skrifter och pressen från omgivningen, inklusive hennes biktfader Núñez de Miranda, resulterade i att Sor Juana påtvingades avsvärjelse. Hon sålde alla sina böcker och tillhörigheter och ägnade sig därefter åt en sträng botgöring och gav upp alla studier och sitt skrivande. 
1695 drabbade pesten klostret. Den 17 april dog Juana av sjukdomen vid 44 års ålder.

## Eftermäle
Nedslagskratern Sor Juana på planeten Merkurius är uppkallad efter henne.